# Katastrofa lotu China Southwest Airlines 4146
Katastrofa lotu China Southwest Airlines 4146 wydarzyła się 18 stycznia 1988 roku w mieście Chongqing w Chinach. W katastrofie samolotu Iljuszyn Ił-18, należącego do linii China Southwest Airlines zginęło 108 osób (98 pasażerów i 10 członków załogi) – wszyscy na pokładzie.
Iljuszyn Ił-18 wykonywał lot z Pekinu do Chongqing. Lot przebiegał bezproblemowo, do momentu lądowania. Wówczas niespodziewanie zapalił się silnik numer 4, znajdujący się na prawym skrzydle samolotu. Pożar był na tyle silny, że całkowicie strawił mocowania silnika i w efekcie ten oderwał się od skrzydła. Kilka chwil później, piloci utracili kontrolę nad samolotem. Ił zawadził o przewody wysokiego napięcia, a następnie runął na ziemię. Wrak maszyny stanął w płomieniach. Nikt nie przeżył katastrofy.
Śledztwo wykazało, że przyczyną katastrofy był wyciek oleju, który był pompowany do silników samolotu. Silnik maszyny przegrzał się do tego stopnia, że stopiła się rurka doprowadzająca olej do silnika. Następnie doszło do zapłonu oleju i pożaru, który objął cały silnik Iła.

## Narodowości pasażerów i załogi
| Kraj            | Pasażerowie | Załoga | Razem |
| --------------- | ----------- | ------ | ----- |
| Chiny           | 94          | 10     | 104   |
| Japonia         | 3           | -      | 3     |
| Wielka Brytania | 1           | -      | 1     |
| Razem           | 98          | 10     | 108   |

- Źródło:[3].